# Зимние Паралимпийские игры

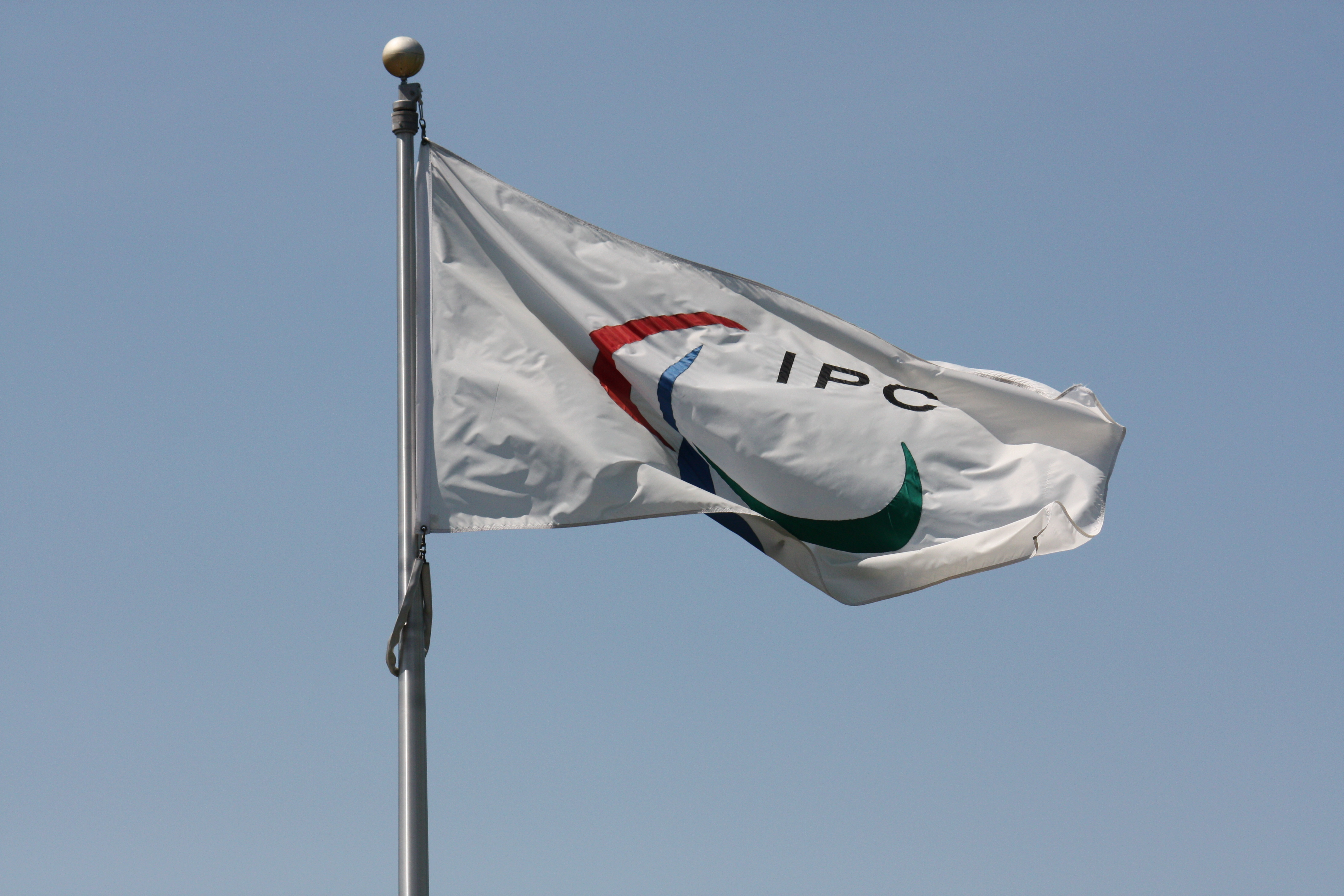
Флаг Международного Паралимпийского комитета и Паралимпийских игр

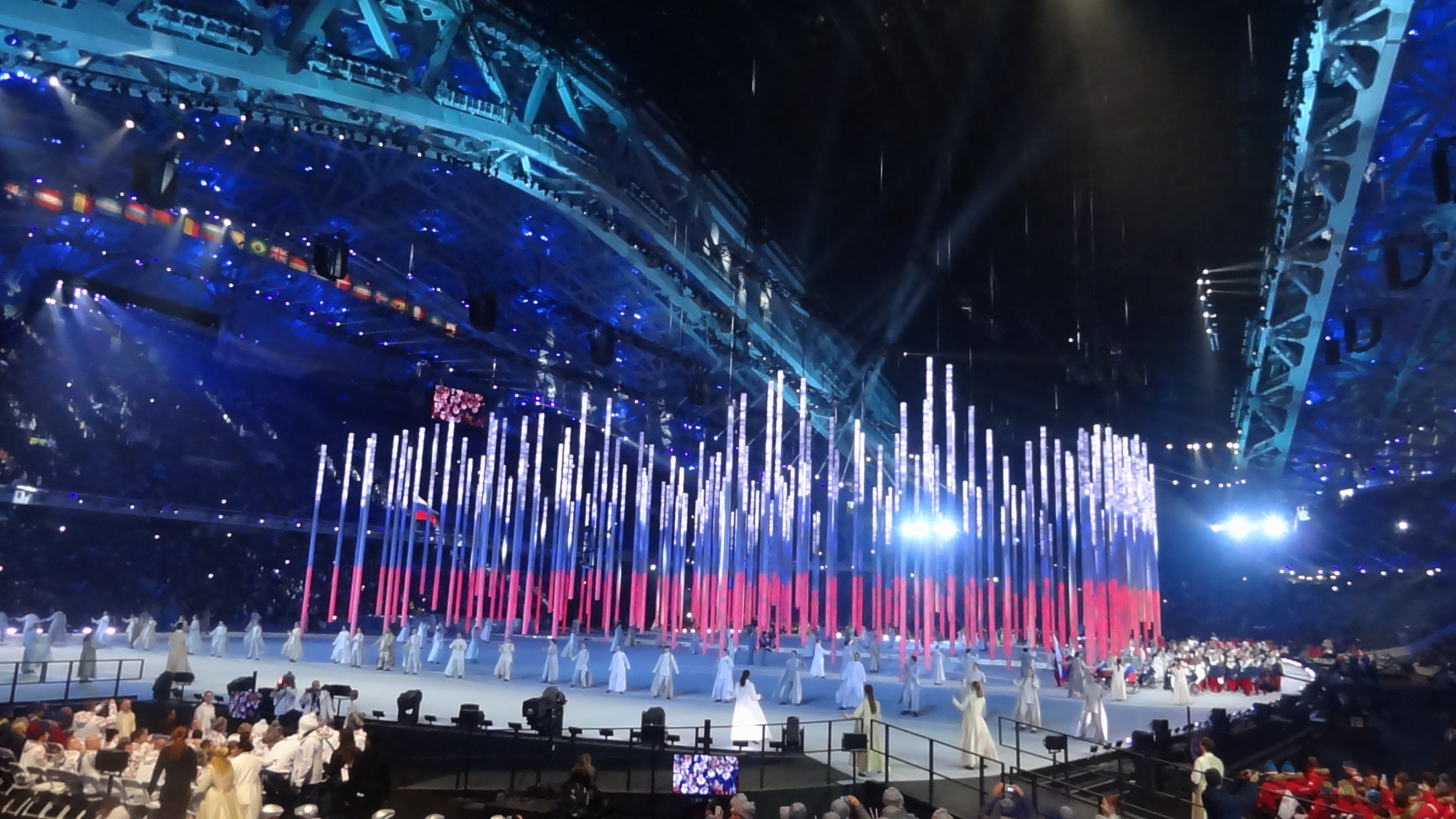
Церемония открытия Зимних Паралимпийских игр 2014 года в Сочи

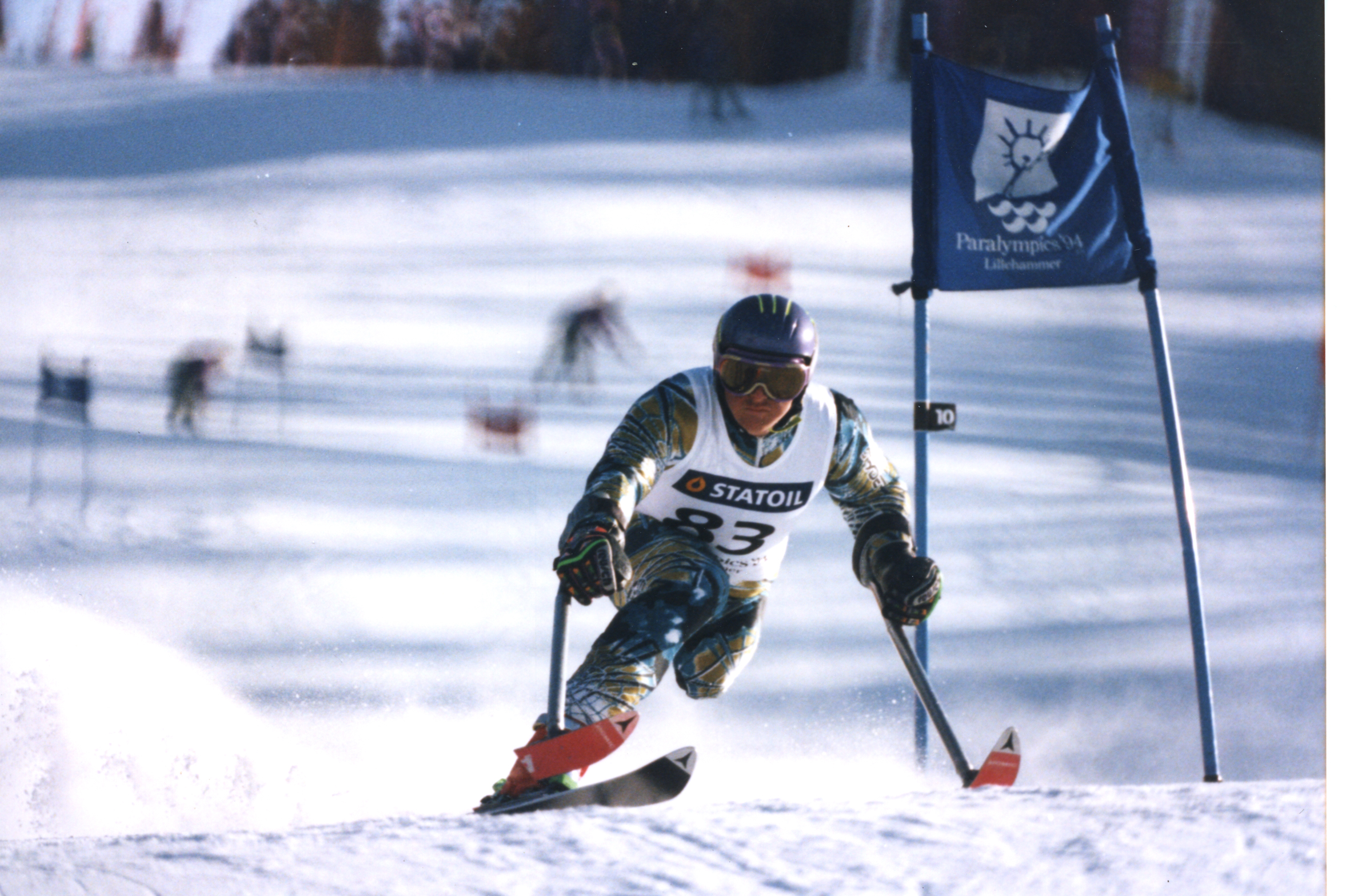
Австралийский горнолыжник Михаел Милтон на Паралимпиаде в Лиллехаммере

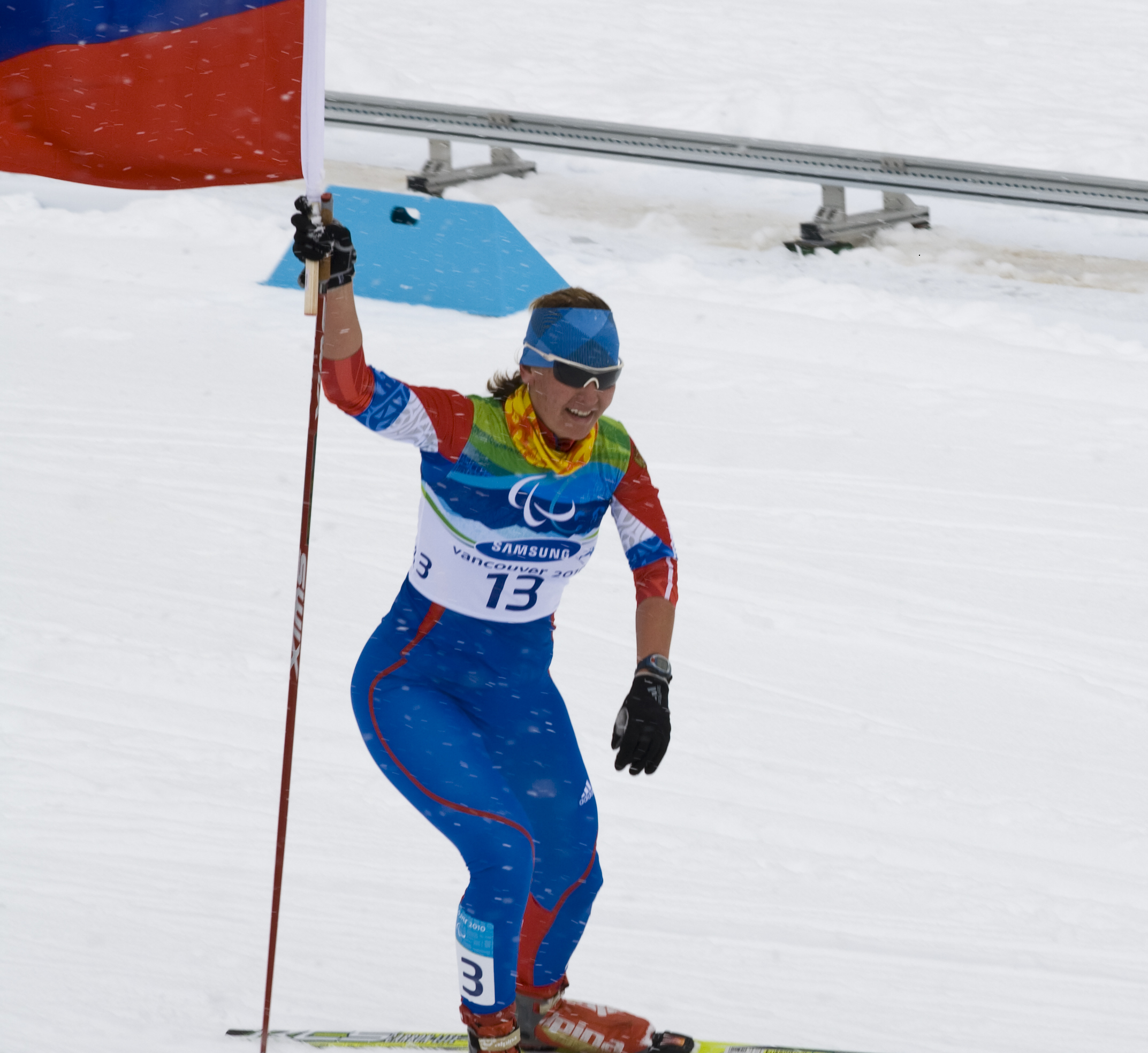
Обладательница пяти золотых, пяти серебряных и двух бронзовых медалей на Паралимпиадах в Турине, Ванкувере и Сочи Анна Миленина (Бурмистрова)

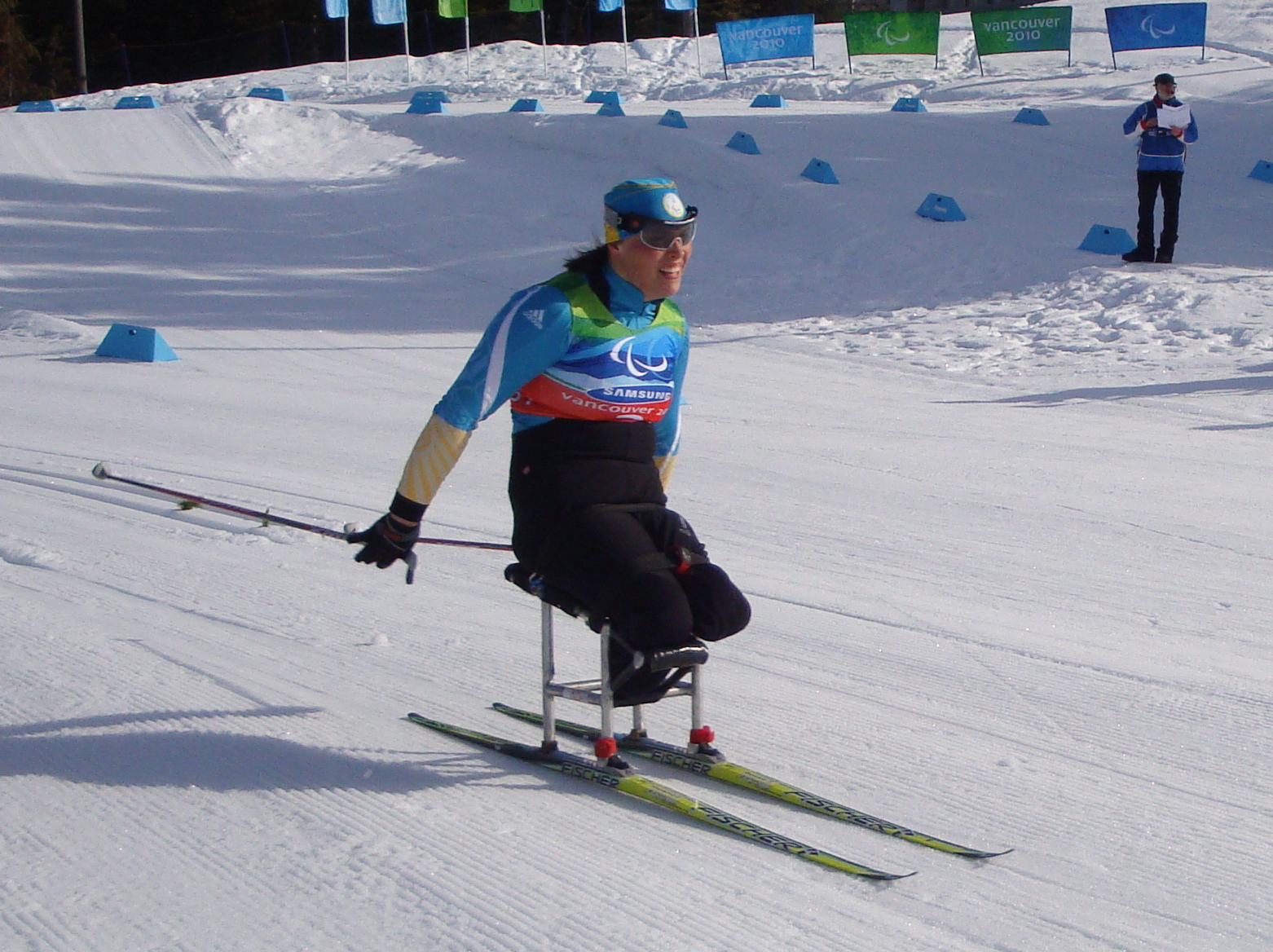
Обладательница пяти золотых, шести серебряных и семи бронзовых медалей, завоёванных на четырёх последних зимних Паралимпиадах, Герой Украины Елена Юрковская.

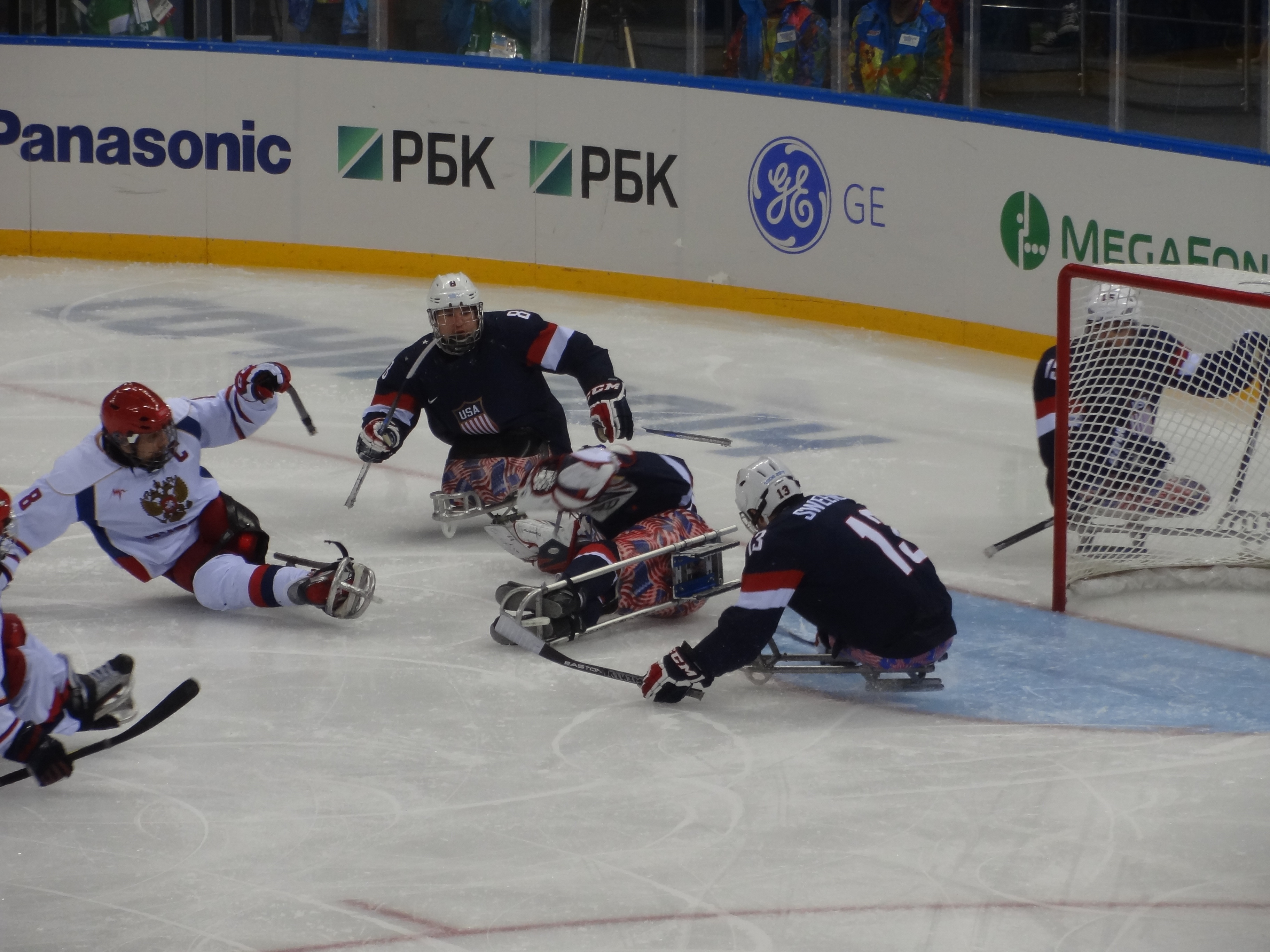
Встреча между командами России и США по следж хоккею на Паралимпиаде в Сочи.

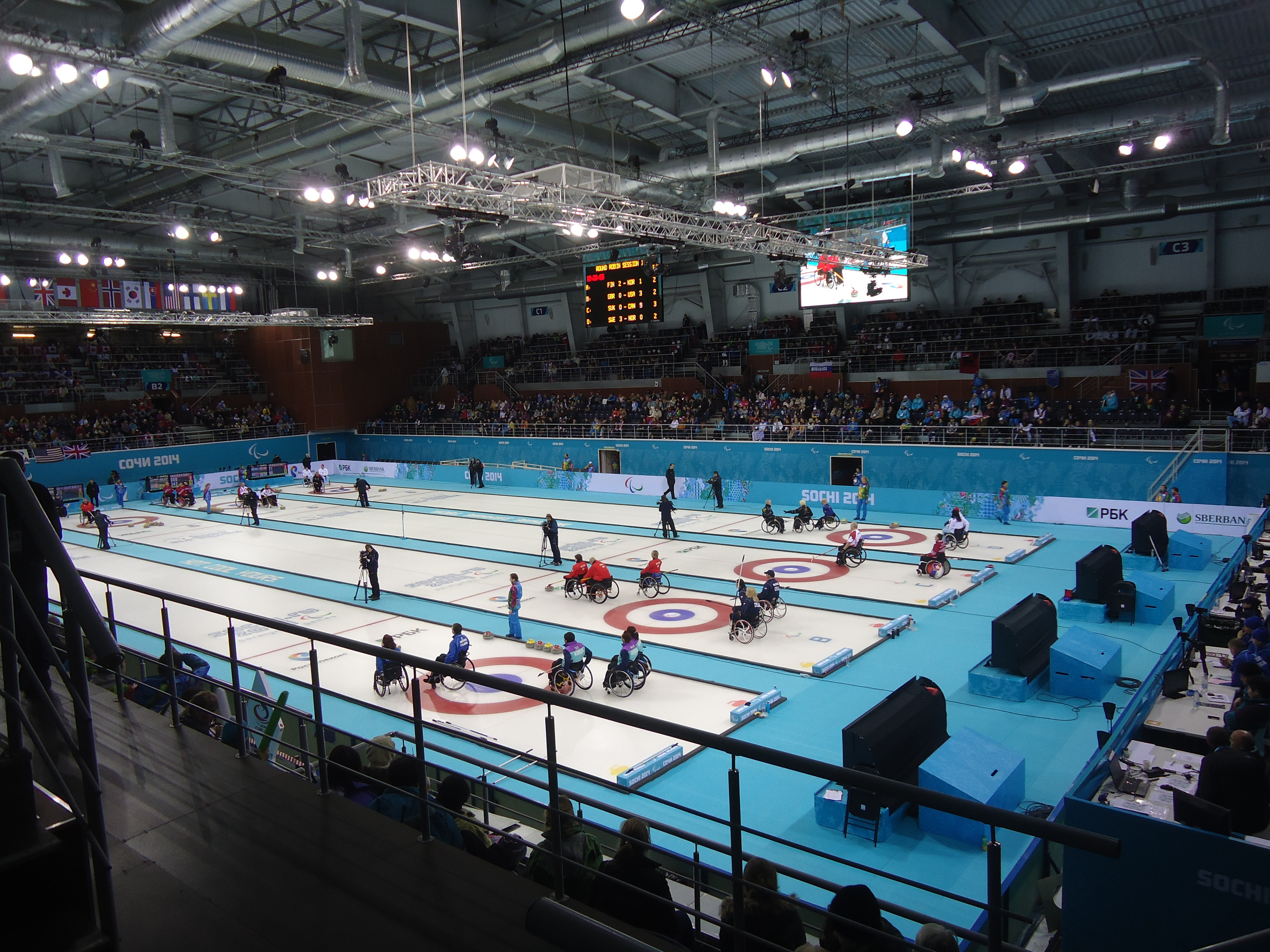
Кёрлинг на колясках на Паралимпиаде в Сочи

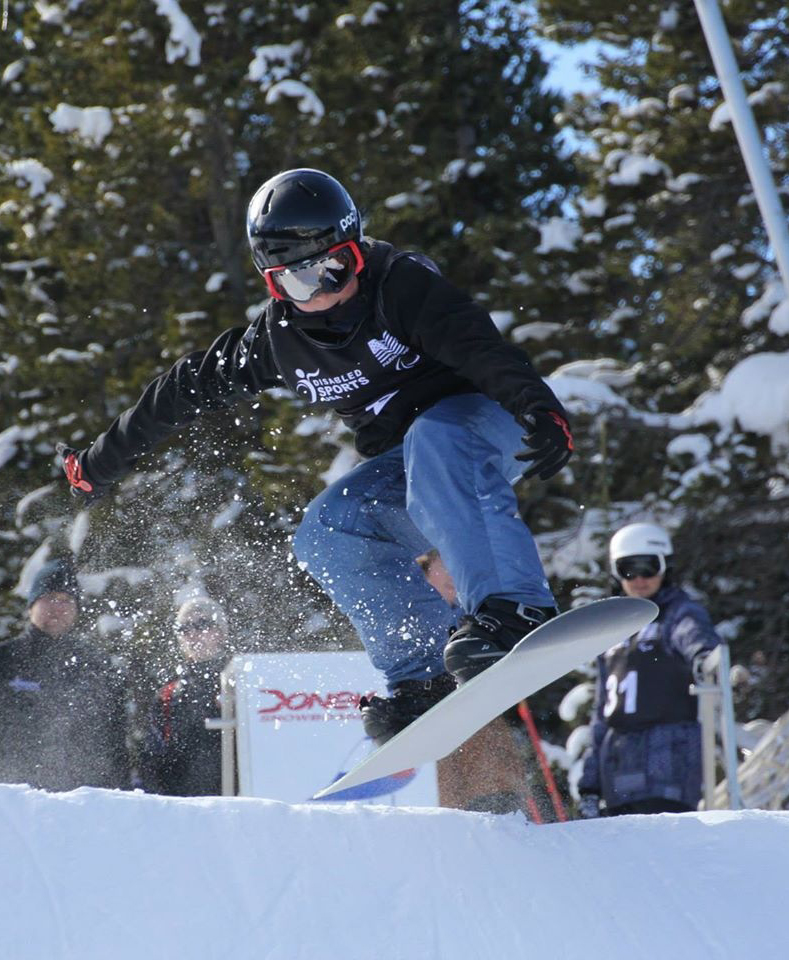
Самый юный участник зимней Паралимпиады в Сочи 14-летний пара-сноубордист из Австралии Бен Тадхоп.

Зи́мние Паралимпи́йские и́гры — крупнейшие международные спортивные соревнования в зимних видах спорта, в которых принимают участие спортсмены с инвалидностью.
Паралимпийские зимние игры проводятся каждые четыре года после Зимних Олимпийских игр в тех же городах и на тех же спортивных объектах, где перед этим проходили Олимпийские игры. Международный паралимпийский комитет (МПК) осуществляет руководство подготовкой и проведением Зимних Паралимпийских игр. Золотые медали за первое место, серебряные за второе и бронзовые за третьи вручаются в каждом виде соревнований, следуя тем традициям, что были установлены на третьих Олимпийских Играх в 1904 году.

## История
История Паралимпийских зимних игр похожа на историю летних Паралимпийских игр. Раненые солдаты, возвращавшиеся после Второй мировой войны занимались различными видами спорта в качестве средства для исцеления от недуга и возвращения к полноценной жизни. Организованные английским нейрохирургом Людвигом Гуттманом спортивные соревнования между выздоравливающими в английских больницах начались в 1948 году и продолжалось до 1960 года. В 1960 году параллельно летней Олимпиаде, которая проходила в Риме, были проведены первые Паралимпийские игры.
Пионером в зимних видах спорта для спортсменов-инвалидов был австрийский горнолыжник Зепп Цвикнагель, у которого были ампутированы обе ноги. Он начал эксперименты по использованию протезов для передвижения на лыжах. Его работы способствовали новым технологическим достижениям для инвалидов, которые хотели заниматься зимними видами спорта.
Первое официальное первенство мира среди инвалидов в лыжных видах спорта (в горных и равнинных лыжах) было проведено в 1974 году.

Первые зимние паралимпийские игры прошли с 21 по 28 февраля 1976 года в шведском городе Эрншёльдсвик. Соревнования прошли в лыжных дисциплинах. Соревнования на льду и на санях были представлены в форме демонстрационных видов. В соревнованиях участвовало 198 атлетов из 16 стран: инвалиды по зрению и с инвалидностью в результате ампутации конечностей, но не участвовали спортсмены на инвалидных колясках.
Постепенно программа паралимпийских зимних игр расширялась и они со временем превратились в крупнейшие международные соревнования после зимних олимпийских игр.
Начиная с 1988 года Паралимпийские летние игры стали проводиться в тех же городах, что и Олимпийские игры. Это стало результатом соглашения, достигнутого между Международным олимпийским комитетом (МОК) и Международным паралимпийским комитетом (МПК). Паралимпийские зимние игры 1992 года были первыми зимними играми, начиная с которых зимние паралимпиады стали проводились в городах-столицах Олимпийских зимних игр.

## Перечень зимних Паралимпиад
| Год проведения | Порядковый номер игр | Место проведения  | Страна проведения игр | Количество участвовавших атлетов | Количество участвовавших стран | Общее количество медалей (в том числе у мужчин и у женщин) |
| -------------- | -------------------- | ----------------- | --------------------- | -------------------------------- | ------------------------------ | ---------------------------------------------------------- |
| 1976           | I                    | Эрншёльдсвик      | Швеция                | 198                              | 16                             | 198 (161 м. и 37 ж.)                                       |
| 1980           | II                   | Гейло             | Норвегия              | 350                              | 18                             | 299 (229 м. и 70 ж.)                                       |
| 1984           | III                  | Инсбрук           | Австрия               | 350                              | 22                             | 419 (325 м. и 94 ж.)                                       |
| 1988           | IV                   | Инсбрук           | Австрия               | 397                              | 22                             | 377 (300 м. и 77 ж.)                                       |
| 1992           | V                    | Тинь — Альбервиль | Франция               | 350                              | 22                             | 365 (288 м. и 77 ж.)                                       |
| 1994           | VI                   | Лиллехаммер       | Норвегия              | 512                              | 31                             | 471 (381 м. и 90 ж.)                                       |
| 1998           | VII                  | Нагано            | Япония                | 571                              | 32                             | 562 (440 м. и 122 ж.)                                      |
| 2002           | VIII                 | Солт-Лейк-Сити    | США                   | 416                              | 36                             | 416 (329 м. и 87 ж.)                                       |
| 2006           | IX                   | Турин             | Италия                | 486                              | 39                             | 474 (375 м. и 99 ж.)                                       |
| 2010           | X                    | Ванкувер          | Канада                | 515                              | 44                             | 502 (381 м. и 121 ж.)                                      |
| 2014           | XI                   | Сочи              | Россия                | 547                              | 45                             | 538 (410 м. и 128 ж.)                                      |
| 2018           | XII                  | Пхёнчхан          | Республика Корея      | 570                              | 49                             |                                                            |
| 2022           | XIII                 | Пекин             | Китай                 |                                  |                                |                                                            |
| 2026           | XIV                  | Милан-Кортина     | Италия                |                                  |                                |                                                            |

## Перечень видов спорта
В разные годы в официальную программу зимних Паралимпиад входили различные виды спорта для инвалидов.
  Данным цветом выделены виды спорта, по которым соревнования больше не проводятся
| Вид спорта               | Годы                 |
| ------------------------ | -------------------- |
| Горные лыжи              | с 1976               |
| Следж хоккей             | с 1994               |
| Следж конькобежный спорт | 1980—1988, 1994—1998 |
| Биатлон                  | с 1988               |
| Лыжные гонки             | с 1976               |
| Пара-сноуборд            | с 2014               |
| Кёрлинг                  | с 2006               |

## Категории спортсменов-инвалидов

### Категории инвалидности
МПК выделяет шесть категорий инвалидности, применяющихся как к летним так и зимним паралимпийским играм. Спортсмены с одной из этих категорий инвалидности способны конкурировать в летних или зимних Паралимпийских играх, хотя и не в каждом виде спорта можно участвовать спортсменам с каждой из этих категорий инвалидности:
1. Частичная или полная потеря по меньшей мере одной конечности.
2. Церебральный паралич. Участвуют спортсмены с непрогрессирующими повреждениями головного мозга: например церебральный паралич, черепно-мозговой травмой, инсультом или аналогичная инвалидность, влияющая на мышечный контроль, баланс или координацию.
3. Интеллектуальная инвалидность. Спортсмены со значительным нарушением в интеллектуальной функционировании и связанных ограничениях адаптивного поведения.
4. Инвалидные коляски. Спортсмены с травмами спинного мозга и другими нарушениями, которые требуют для участия в соревнованиях использование инвалидной коляски.
5. Слабовидящие. Спортсмены с нарушениями зрения, начиная от частичной потери зрения до полной слепоты.
6. Прочая инвалидность. Спортсмены с физическими недостатками, которые не подпадают под строгие критерии одной из вышеперечисленных пяти других категорий, таких как карликовость, рассеянный склероз или врождённые уродства конечностей, например таких, которые вызывает талидомид[9].

### Система классификации отдельных видов зимнего паралимпийского спорта
В каждой из шести категорий инвалидности спортсмены делятся в соответствии с их уровнем потери возможностей. Системы классификации отличаются для различных видов спорта.

#### Горнолыжный спорт на Паралимпийских играх
В горнолыжном спорте в настоящее время проводятся соревнования по трём дисциплинам: слалом, слалом-гигант и парасноуборд. В первых двух видах горнолыжного спорта соревнуются следующие категории инвалидов: повреждения спинного мозга, церебральный паралич, ампутации, слабовидящие и прочие. Есть одиннадцать классификаций: семь для стоящих спортсменов, три для сидящих, и три для слабовидящих спортсменов. Классификации определяются степенью потери функции спортсменов и необходимостью вспомогательных средств (протезирование, лыжные палки, и так далее). Парасноуборд включён в категорию горные лыжи, однако соревнования проходят только в классификации стоящих.

#### Биатлон на Паралимпийских играх
Биатлон представляет собой сочетание лыжных гонок с целевой стрельбой. Это требует физической выносливости и точной стрельбы. Соревнования проводятся для спортсменов-инвалидов и с нарушениями зрения. Есть пятнадцать классов, в которых спортсмены подразделяются в зависимости от уровня их функции. Двенадцать классов для спортсменов с физическими недостатками и три класса для спортсменов с нарушениями зрения. Спортсмены соревнуются вместе, а результат определяется внутри каждого класса. Для соревнований инвалидов по зрению используются специальные устройства, помогающие спортсмену определить цель при стрельбе. Интенсивность звукового сигнала изменяется в зависимости от точности наведения винтовки на мишень.

#### Лыжные гонки на Паралимпийских играх
В данном виде соревнований на Паралимпиадах соревнуются спортсмены с церебральным параличом, ампутациями, спинальники (необходимость инвалидной коляски), нарушениями зрения и умственной отсталостью. Есть пятнадцать классификаций: три для слабовидящих спортсменов, девять для стоящих спортсменов и три для сидящих спортсменов. Подразделение внутри класса производится аналогично горнолыжникам в зависимости от степени потери функций и необходимостью применения вспомогательных устройств.

#### Хоккей
Соревнования по следж хоккею проводятся только для спортсменов-мужчин с физическими недостатками в нижней части своего тела. Игра проходит с использованием международных правил по хоккею с шайбой с некоторыми изменениями. Спортсмены сидят в санях с двумя лезвиями, которые позволяют шайбе проскользнуть под ними. Они также используют две палочки, которые имеют шип на конце для отталкивания от льда и загиб-клюшку для владения шайбой и её броска. Спортсмены делятся на три группы.

#### Кёрлинг на колясках
Соревнования в кёрлинге на колясках проводятся среди спортсменов-инвалидов, что требует использования инвалидной коляски в их повседневной жизни. Спортсмены с церебральным параличом или рассеянным склерозом также могут играть, если они используют инвалидную коляску. Бросок камня может быть выполнен специальной палкой. В этом виде нет классификации, кроме требования, чтобы все спортсмены-участники были на инвалидной коляске для повседневного передвижения.